# Rufo di Efeso
Rufo di Efeso (I secolo – II secolo) è stato un medico greco antico.

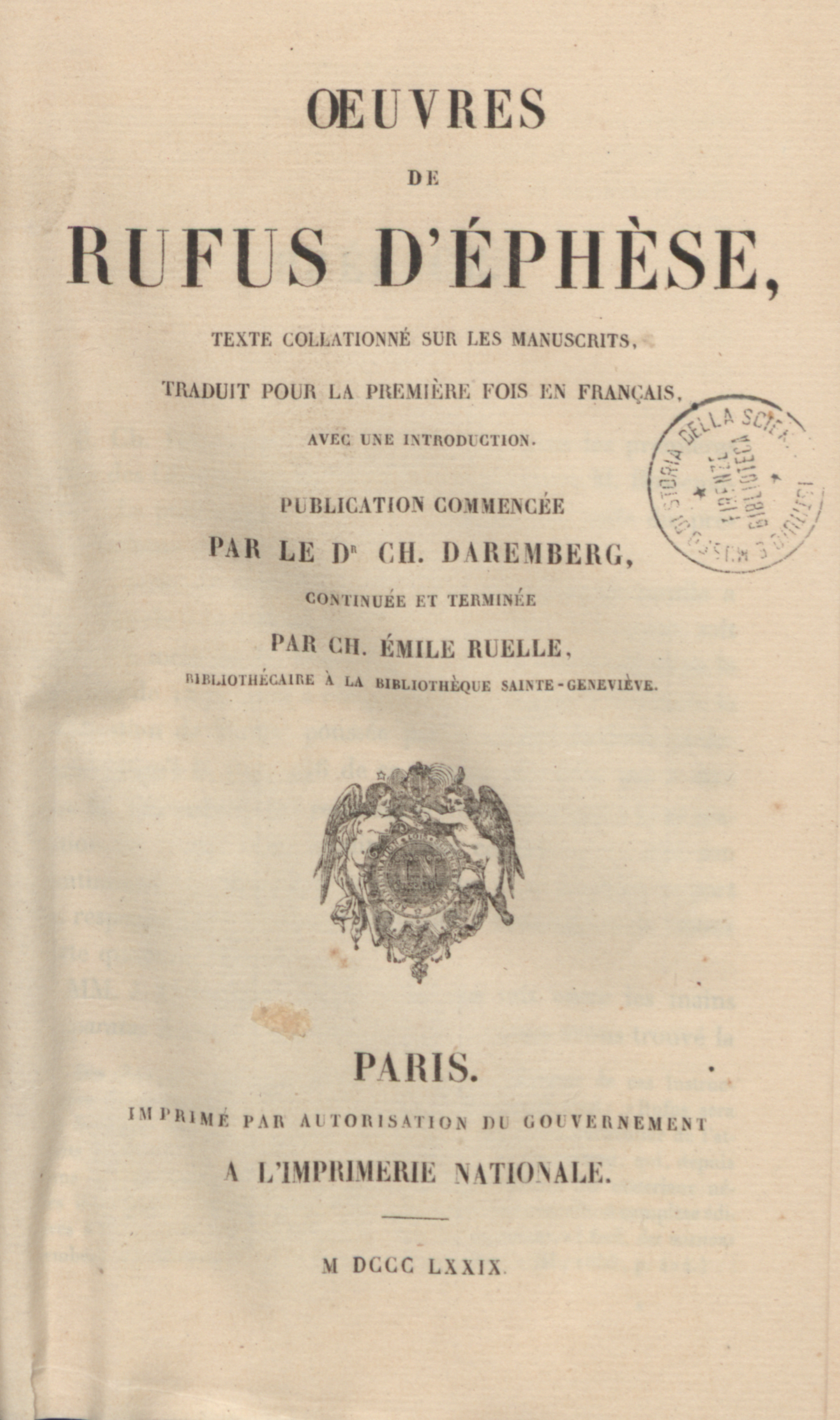
Edizione francese delle opere di Rufo di Efeso del 1879

Scrisse di dietetica, patologia, anatomia e cura dei pazienti ma anche di schiavi e anziani. Seguiva prevalentemente Ippocrate. Alcune sue opere sono sopravvissute solo grazie alle traduzioni in arabo.

## Biografia
Secondo la Suda, visse ai tempi di Traiano (98-117); in effetti cita Zeusi di Taranto e Dioscoride ed è citato da Galeno. Studiò probabilmente ad Alessandria, di cui commenta i cittadini e la situazione sanitaria, ma operò a Efeso che era un importante centro medico.

## Opere
- (FR) Rufus Ephesius, Ouvres, Collection des médecins grecs et latins, Paris, Imprimerie nationale, 1879.